# Maimajhuwa
Maimajhuwa is een dorpscommissie (Engels: village development committee, afgekort VDC; Nepalees: panchayat) in het oosten van Nepal, gelegen in het district Ilam in de Mechi-zone. Ten tijde van de volkstelling van 2001 had het een inwoneraantal van 3684 personen, verspreid over 681 huishoudens; in 2011 waren er 3469 inwoners, verspreid over 758 huishoudens.